# Decaphora
Decaphora is een monotypisch geslacht van spinnen uit de  familie van de Sparassidae (jachtkrabspinnen).

## Soort
- Decaphora trabiformis Franganillo-Balboa, 1931